# Javory (Hvožďany)
Javory (dříve Javorý, Javořice; německy Gawory) jsou osada a bývalé poutní místo 1 km východně od Hvožďan v okrese Příbram, ležící na stejnojmenném kopci (německy Gawory Berg). Jsou zde evidovány čtyři adresy.

## Historie
Podle pověsti dlel na Javorech zchudlý šlechtic Beneš z Blíživy (cca 1494–1540). Ten zde nalezl ve vykotlaném stromě gotickou sochu Panny Marie, a vedle svého příbytku jí postavil dřevěnou kapli. Nejstarší písemná zmínka o ní je z roku 1654, kdy již byla místem poutí. Na konci 17. století byla přestavěna na kostelík Navštívení Panny Marie. Kolem roku 1712 jej hrabě Václav Josef Lažanský z Bukové nechal barokně přestavět; v oltáři byla umístěna milostná socha Panny Marie Javorské. Hlavní poutní slavnost se konala o svátku Navštívení Panny Marie (2. července). V roce 1786 byl kostelík, nařízením císaře Josefa II., zrušen, a socha Panny Marie byla převezena do kostela ve Hvožďanech. Koncem 19. století byl již kostel ruinou; do dneška se dochovala torza zdí. Zděná javorská kaple byla postavena v roce 1936, po opravě byla znovu vysvěcena 29. září 2018.

## Osobnosti
- Střela z Javorýho